# Устілко Дмитро Сергійович
Дмитро́ Сергі́йович Усті́лко — полковник Збройних сил України.

## Життєпис
Народився 30 квітня 1987 р. в місті Гадяч, Полтавської області. Навчався у Гадяцькій спеціалізованій школі № 4. Кадровий офіцер, випускник Національної академії сухопутних військ, по закінченню направлений до 72-ї бригади в м. Біла Церква, Київської області.
В зоні бойових дій з бригадою перебував із 1 травня по 8 серпня 2014 року. Два місяці на Луганщині підрозділ перекривав кордон з Росією між населеними пунктами Свердловськ (нині Довжанськ) і Червоний Партизан. Півтора місяця бійці перебували в оточенні, без зв'язку, боєприпасів та продовольства, майже всю військову техніку було знищено обстрілами з «Градів». Підрозділ вирішив самостійно виходити, рухався через російський пункт пропуску Гуково. 400 військових були розміщені в таборі на території Росії, через добу рядових і сержантів відпустили, офіцерів — у тому числі й Дмитра, випустили з полону через 4 дні. В результаті бойових дій отримав осколкове поранення та контузію.
У жовтні 2021 року призначений на посаду Начальник штабу-перший заступник командира 14-Окремої Механізованої бригади ЗСУ (в/ч А1008 м.Володимир).
Має двох дітей: Софію та Даніїла.

## Нагороди
29 вересня 2014 року — за особисту мужність і героїзм, виявлені у захисті державного суверенітету та територіальної цілісності України, вірність військовій присязі під час російсько-української війни, відзначений — нагороджений орденом Богдана Хмельницького III ступеня.